# ГЕС Сутамі
ГЕС Сутамі — гідроелектростанція в Індонезії на сході острова Ява. Знаходячись між ГЕС Сенггурух (29 МВт, вище по течії) та ГЕС Влінгі, входить до складу каскаду на річці Брантас, яка починається в районі міста Маланг та далі огинає по великій дузі групу вулканів (прямуючи на південь, захід, північ та північний схід), щоб у підсумку влитись до Яванського моря в місті Сурабая.
У межах проекту річку південніше від вулкану Каві перекрили кам'яно-накидною греблею висотою 97,5 метра, довжиною 824 метри та товщиною від 14 (по гребеню) до 400 (по основі) метрів, яка потребувала 6,2 млн м3 матеріалу. Вона утворила водосховище з площею поверхні 15 км2 та первісним об'ємом 343 млн м3, в тому числі корисний об'єм становив 253 млн м3, що забезпечувалось коливанням рівня поверхні в операційному режимі між позначками 246 та 272,5 метра НРМ. При цьому для роботи гідроелектростанції мінімальний рівень повинен становить 260 метрів НРМ, а здреновування нижче цього порогу здійснюється лише в цілях іригації (комплекс розрахований на зрошення 34 тисяч гектарів земель). Можливо також відзначити, що в перші роки існування резервуару у ньому відбувалось активне накопичення осаду, внаслідок чого станом на 2011-й він зайняв 54 % загального об'єму. Водночас це не вплинуло на результати роботи ГЕС, яка демонструвала показники виробітку навіть вищі, ніж проектні.
Зі сховища ресурс подається до машинного залу через три напірні водоводи зі спадаючим діаметром від 3,4 до 3,2 метра, які з'єднані з відповідною кількістю запобіжних балансувальних резервуарів баштового типу висотою по 50 метрів з діаметром 7 метрів.
Пригреблевий машинний зал обладнали трьома турбінами типу Френсіс потужністю по 35 МВт, які при напорі у 78 метрів забезпечують виробництво 488 млн кВт-год електроенергії на рік.
Видача продукції відбувається по ЛЕП, розрахованій на роботу під напругою 150 кВ.